# Liste der Stolpersteine in Meschede
Die Liste der Stolpersteine in Meschede enthält die Stolpersteine, die im Rahmen des gleichnamigen Kunst-Projekts von Gunter Demnig in Meschede verlegt wurden. Mit ihnen soll an die Opfer des Nationalsozialismus erinnert werden, die in Meschede lebten und wirkten.

## Meschede
| Name                    | Adresse                | Bild | Inschrift | Verlegedatum  | Biografie und Anmerkungen |
| ----------------------- | ---------------------- | ---- | --- | ------------- | ------------------------- |
| Leopold Wallach         | Arnsberger Straße 18 · |      | Hier wohnte Leopold Wallach Jg. 1876 deportiert 1943 Sobibor ermordet 1943                                                               | 31. Mai 2012  |                           |
| Paula Rosenthal-Wallach | Arnsberger Straße 18 · |      | Hier wohnte Paula Rosenthal-Wallach geb. Meyer Jg. 1878 deportiert 1943 Sobibor ermordet 1943                                            | 31. Mai 2012  |                           |
| Milton Kahn             | Hennestraße 8 ·        |      | Hier wohnte Milton Kahn Jg. 1888 deportiert 1942 Auschwitz ermordet 1943                                                                 | 31. Mai 2012  |                           |
| Johanna Kahn            | Hennestraße 8 ·        |      | Hier wohnte Johanna Kahn geb. Mosbach Jg. 1893 deportiert 1942 Auschwitz ermordet 1943                                                   | 31. Mai 2012  |                           |
| Klara Arens             | Kampstraße 1 ·         |      | Hier wohnte Klara Arens geb. Feldheim Jg. 1900 deportiert 1944 Auschwitz Bergen-Belsen tot 1945                                          | 31. Mai 2012  |                           |
| Caroline Ikenberg       | Stiftsplatz 8 ·        |      | Hier wohnte Caroline Ikenberg geb. Funke Jg. 1865 deportiert 1943 Sobibor ermordet 1943                                                  | 31. Mai 2012  |                           |
| Josef August Senge      | Überhenne 14 ·         |      | Hier wohnte Josef August Senge Jg. 1906 eingewiesen 1928 Heilanstalt Warstein 'verlegt' 17.7.1941 Hadamar ermordet 17.7.1941 'Aktion T4' | 29. Jan. 2022 |                           |

## Wennemen
| Name                | Adresse         | Bild | Inschrift                           | Verlegedatum | Biografie und Anmerkungen                                                                                 |
| ------------------- | --------------- | --- | ----------------------------------- | ------------ | --- |
| Jakob Ransenberg    | Bruchstraße 4 · | Bild gesucht Der Benutzer GeorgDerReisende ( Diskussion ) wünscht sich an dieser Stelle ein Bild vom Ort mit diesen Koordinaten 51.35225 8.19423 . Motiv: Stolperstein für Familie Ransenberg, die Lage und das Haus Falls du dabei helfen möchtest, erklärt die Anleitung , wie das geht. BW | Hier wohnte Jakob Ransenberg ...    | 31. Mai 2012 | |
| Mathilde Ransenberg | Bruchstraße 4 · | Bild gesucht Die Wikipedia wünscht sich an dieser Stelle ein Bild vom hier behandelten Ort. Falls du dabei helfen möchtest, erklärt die Anleitung , wie das geht. BW | Hier wohnte Mathilde Ransenberg ... | 31. Mai 2012 | |
| Rolf Ransenberg     | Bruchstraße 4 · | Bild gesucht Die Wikipedia wünscht sich an dieser Stelle ein Bild vom hier behandelten Ort. Falls du dabei helfen möchtest, erklärt die Anleitung , wie das geht. BW | Hier wohnte Rolf Ransenberg ...     | 31. Mai 2012 | |
| Friedel Ransenberg  | Bruchstraße 4 · | Bild gesucht Die Wikipedia wünscht sich an dieser Stelle ein Bild vom hier behandelten Ort. Falls du dabei helfen möchtest, erklärt die Anleitung , wie das geht. BW | Hier wohnte Friedel Ransenberg ...  | 31. Mai 2012 | |
| Günter Ransenberg   | Bruchstraße 4 · | Bild gesucht Die Wikipedia wünscht sich an dieser Stelle ein Bild vom hier behandelten Ort. Falls du dabei helfen möchtest, erklärt die Anleitung , wie das geht. BW | Hier wohnte Günter Ransenberg ...   | 31. Mai 2012 | Günter Ransenberg wurde ermordet, nachdem er bei einer Baustelle Mädchen mit Schneebällen beworfen hatte. |
| Alfred Ransenberg   | Bruchstraße 4 · | Bild gesucht Die Wikipedia wünscht sich an dieser Stelle ein Bild vom hier behandelten Ort. Falls du dabei helfen möchtest, erklärt die Anleitung , wie das geht. BW | Hier wohnte Alfred Ransenberg ...   | 31. Mai 2012 | |
| Heiner Ransenberg   | Bruchstraße 4 · | Bild gesucht Die Wikipedia wünscht sich an dieser Stelle ein Bild vom hier behandelten Ort. Falls du dabei helfen möchtest, erklärt die Anleitung , wie das geht. BW | Hier wohnte Heiner Ransenberg ...   | 31. Mai 2012 | |
| Inge Ransenberg     | Bruchstraße 4 · | Bild gesucht Die Wikipedia wünscht sich an dieser Stelle ein Bild vom hier behandelten Ort. Falls du dabei helfen möchtest, erklärt die Anleitung , wie das geht. BW | Hier wohnte Inge Ransenberg ...     | 31. Mai 2012 | |